# Чимичанга
Чимича́нга (на испански: chimichanga) е ястие от мексиканската кухня и кухнята на Тексас.
Чимичанга прилича на бурито, но за разлика от него е пържена в тиган или фритюрник. Отличава се и от кесадиля – при приготовянето на чимичанга се използва една тортиля, а не две както и при кесадиля.
Чимичанга се прави като царевична или пшеничена тортиля се пълни с плънка с множество съставки – най-често боб, ориз, сирене, месо или нарязано на дребно пилешко, и се сгъва в правоъгълен пакет. След това се пържи в тиган или фритюрник и се сервира със сос „Салса“, гуакамоле, сметана или сирене.

## Външни прапратки
- Trulsson, Nora Burba, „Chimichanga Mysteries: The Origin of Tucson's Deep-fried Masterpiece is an Enigma Wrapped in a Tortilla“, Sunset, october 1999
- Henderson, John, „We all win as Chimichanga War Rages on“, The Denver Post: Food & Dining section, 24 януари 2007
- Chimichanga History – Chimichanga Recipe